# رجل على القمر
رجل على القمر (بالإنجليزية: Man on the Moon)‏ هو فيلم أمريكي انتج في عام 1999 يحكي السيرة الذاتية للكوميديان الأمريكي آندي كوفمان، والفيلم من إخراج ميلوش فورمان وبطولة جيم كاري وداني ديفيتو وبول جياماتي , فاز جيم كاري بجائزة الغولدن غلوب عن أداءه لدور آندي كوفمان في الفيلم.

## وصلات خارجية
- رجل على القمر على موقع IMDb (الإنجليزية)
- رجل على القمر على موقع ميتاكريتيك (الإنجليزية)
- رجل على القمر على موقع الموسوعة البريطانية (الإنجليزية)
- رجل على القمر على موقع روتن توميتوز (الإنجليزية)
- رجل على القمر على موقع نتفليكس (الإنجليزية)
- رجل على القمر على موقع قاعدة بيانات الأفلام العربية
- رجل على القمر على موقع ألو سيني (الفرنسية)
- رجل على القمر على موقع Turner Classic Movies (الإنجليزية)
- رجل على القمر على موقع أول موفي (الإنجليزية)
- رجل على القمر على موقع بوكس أوفيس موجو (الإنجليزية)

1. ↑  مذكور في: معجم الأفلام العالمية. معرف معجم الأفلام العالمية: 512456. الوصول: 18 أكتوبر 2020. الناشر: Zweitausendeins. لغة العمل أو لغة الاسم: الألمانية.
2. ↑  مذكور في: كتالوج معهد الفيلم الأمريكي للصور المتحركة. معرف كتالوج معهد الفيلم الأميركي للصور المتحركة: 61222. الوصول: 18 أكتوبر 2020.
3. ↑  مذكور في: BFI Film & TV Database. معرف فيلم وتلفاز في جمعية الأفلام البريطانية: 4ce2b81382c81. الوصول: 18 أكتوبر 2020.
4. 1 2 3 4 5 6 7 8 9 10 11 12 13 14 15 16 17 18 19 20 21 22 23 24 25 26 27 28 29 30 31 32 33 34 35 36  مذكور في: قاعدة بيانات الأفلام التشيكية السلوفاكية. لغة العمل أو لغة الاسم: التشيكية. تاريخ النشر: 2001.
5. ↑  "معلومات عن رجل على القمر على موقع ssl.ofdb.de". ssl.ofdb.de. مؤرشف من الأصل في 2019-08-13.
6. ↑  "معلومات عن رجل على القمر على موقع bechdeltest.com". bechdeltest.com. مؤرشف من الأصل في 2019-12-16.
7. ↑  "معلومات عن رجل على القمر على موقع isan.org". isan.org. مؤرشف من الأصل في 2019-12-16.